# Penpot
Penpot, anteriorment anomenada UXBOX, és una aplicació de gràfics vectorials construïda bàsicament en Clojure i sota llicència Mozilla Public License. Només accessible on-line, permet el treball col·laboratiu en temps real. Es pot instal·lar una instància a un servidor web gestionat per l'usuari, com per exemple a Wordpress. La plataforma compta amb eines pensades per a dissenyadors, per a desenvolupadors i parts interessades. En el pla de futur es preveu una versió per a escriptori, però no hi ha un termini per al seu llançament. Pretén ser una alternativa de codi obert a Sketch, Figma, o Adobe XD. El format per defecte és SVG. Programari desenvolupat per Kaleidos, empresa espanyola amb seu a Madrid. La primera versió alpha fou llançada el 2 de febrer del 2021 i el programari fou presentat a FOSDEM 2021.

## Característiques
- Posseeix una interfície amigable i fàcil d'emprar.
- Permet el treball a temps real en línia d'equips multidisciplinaris.
- Afavoreix els estàndards oberts, sobretot SVG. Els arxius són compatibles amb la majoria de programari vectorial.
- Multiplataforma, en estar basat en la web, no depèn de sistemes operatius o instal·lacions, només requereix un navegador per a ser executat.
- Aplicació construïda per a la comunitat i potenciada per aquesta. Ofereix una alta adaptabilitat, atès que permet la contribució amb plugins.[7]